# Mercedes-Benz CLK-Klasse

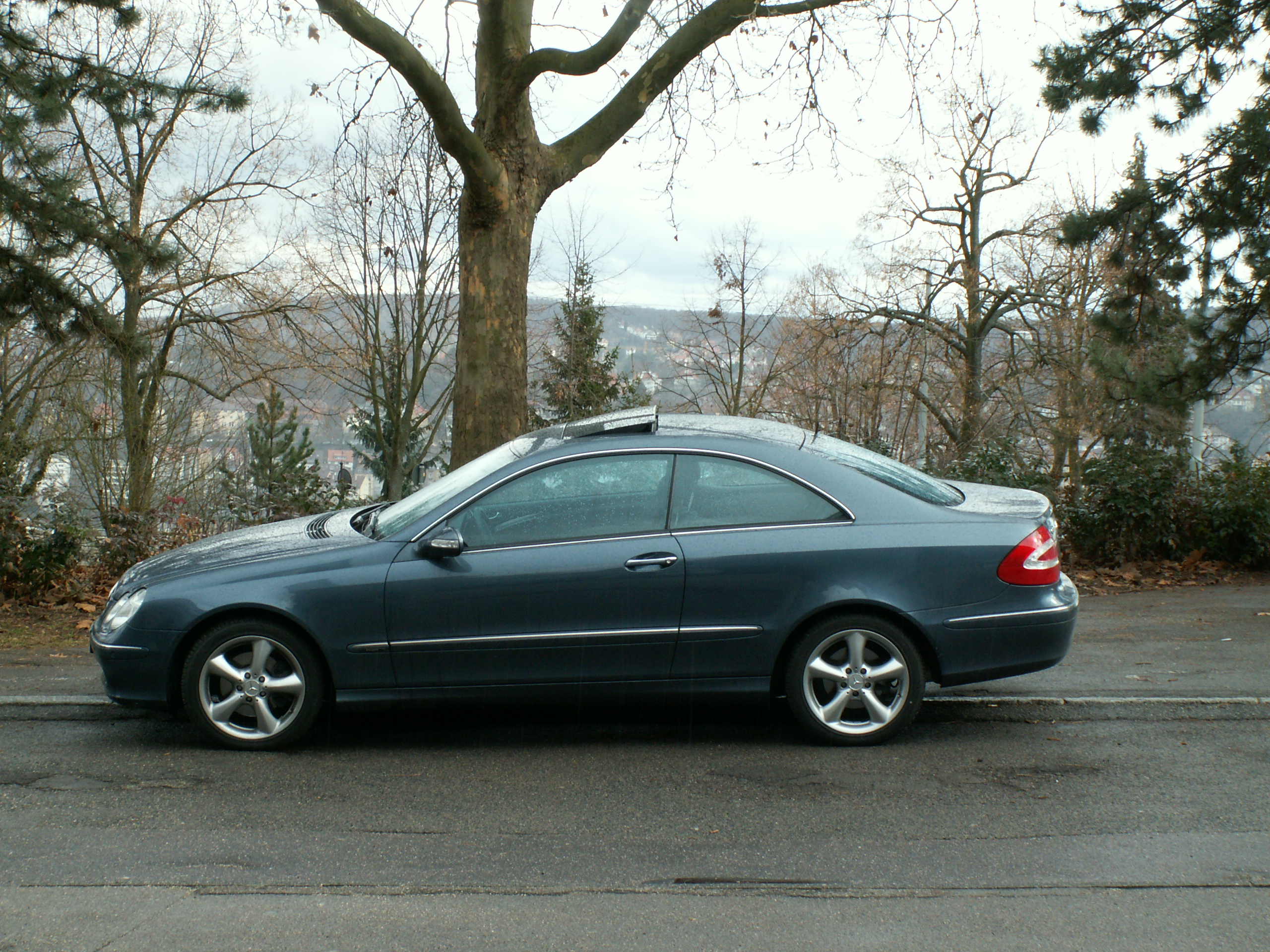
CLK 270 CDI C209 coupe.

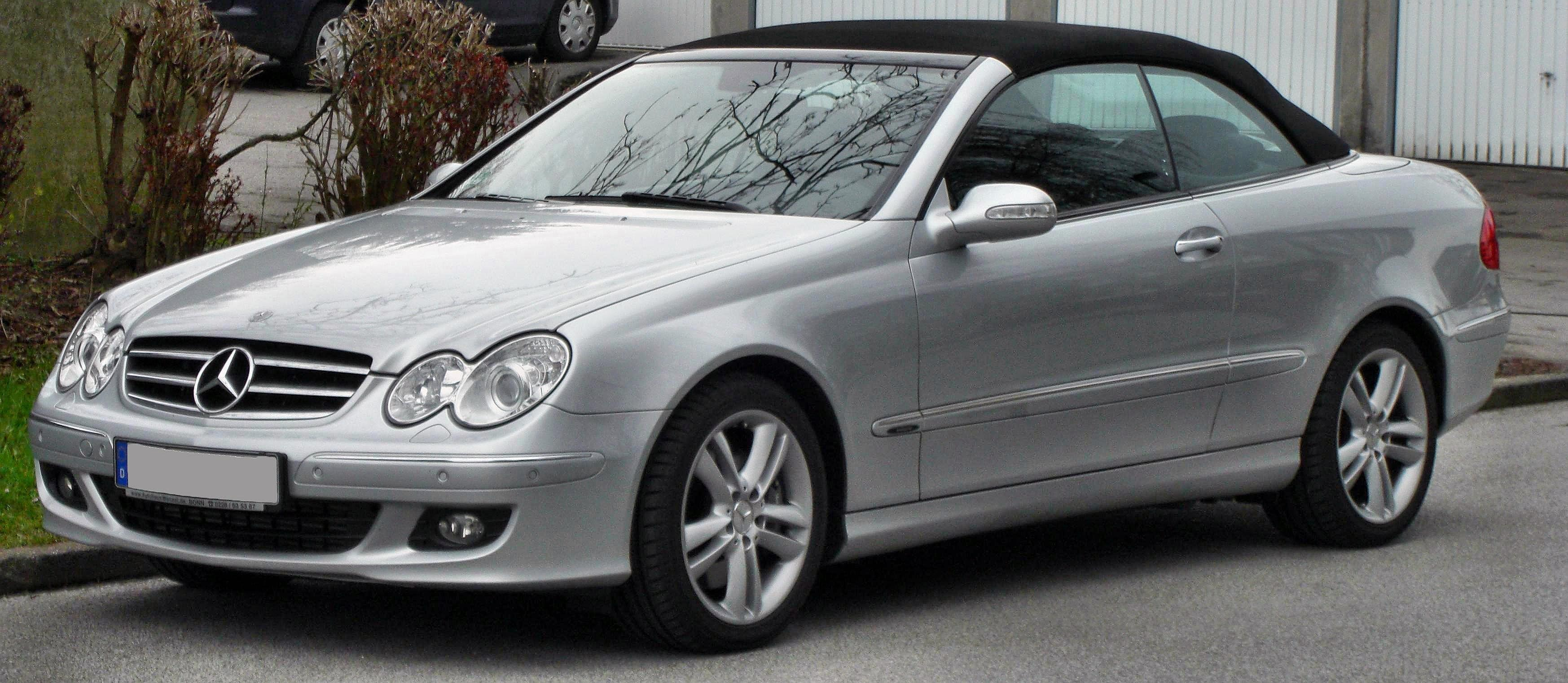
CLK320 CDI cabriolet.

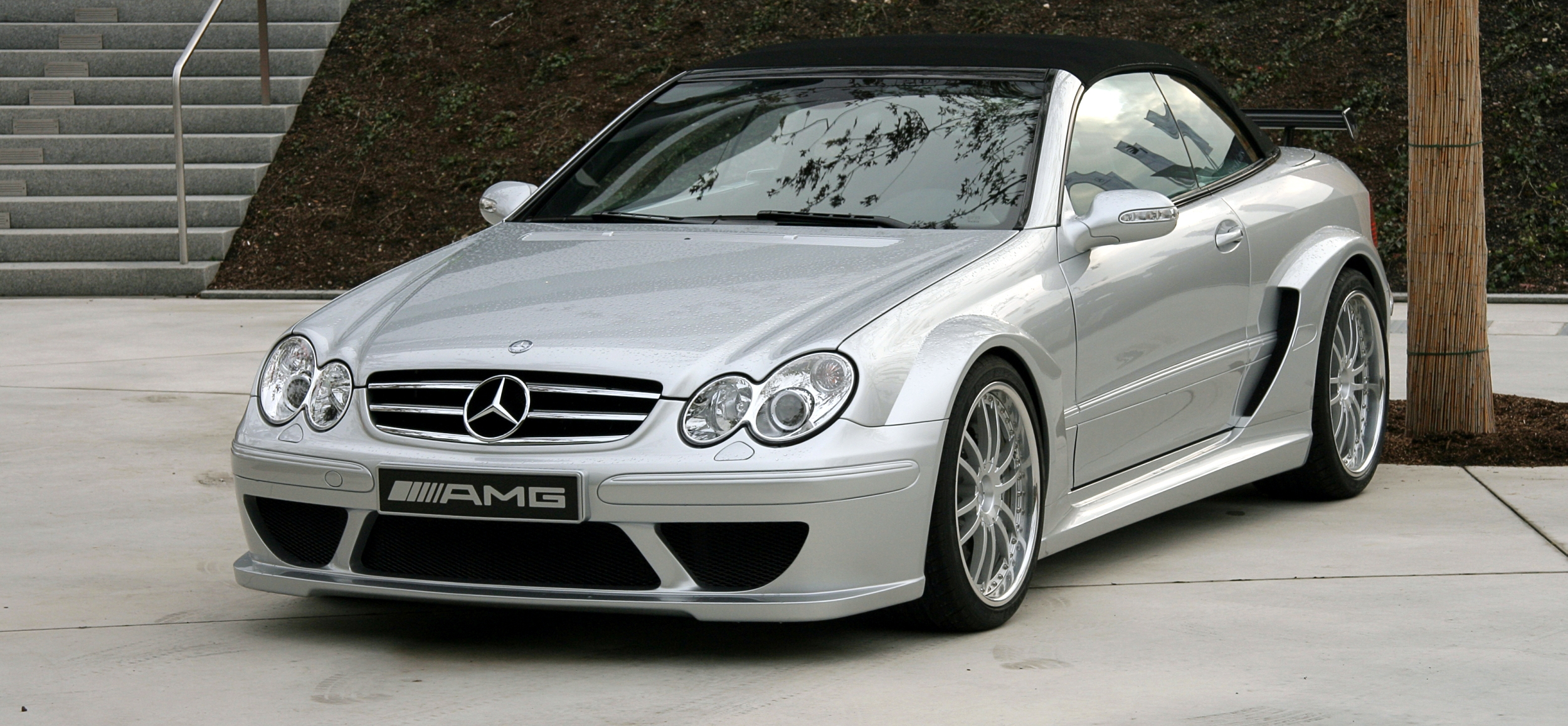
CLK DTM Cabriolet

De Mercedes-Benz CLK is een luxueuze sportcoupé van Mercedes-Benz. De auto is sinds 1997 (modeljaar 1998) op de markt en is in 2003 compleet hertekend.
Opvallend voor het eerste model is dat de auto gebouwd was op het onderstel van de C-Klasse (1993-2001) maar het uiterlijk had van de
E-Klasse (1996-2002). In 2010 is de CLK-Klasse vervangen door de nieuwe Mercedes-Benz E-Klasse Coupé.

## Versies
Alle versies zijn/waren als coupé en als cabriolet beschikbaar.

### C208 (1997-2003)
- CLK200
- CLK200 Kompressor
- CLK230 Kompressor
- CLK320
- CLK430
- CLK55 AMG

### C209 (2002-2010)
- CLK200 Kompressor
- CLK240
- CLK280
- CLK320
- CLK350
- CLK500
- CLK55 AMG
- CLK63 AMG
- CLK DTM AMG
- CLK220 CDI
- CLK270 CDI
- CLK320 CDI

De bouwserie 209 valt onder te verdelen in de C 209 - coupe (2002–2009) en de A 209 - cabrio (2003–2010).
De CLK 320 (3.2 liter V6 met 218 pk ) werd in 2005 vervangen door de CLK 350 (3.5 liter V6 met 272 pk).
De CLK500 van 2003 heeft een motorinhoud van circa 5ltr, de CLK500 van 2006 heeft een motorinhoud van 5,5ltr.